# Never Seen the Light of Day
Never Seen the Light of Day är det svenska rockbandet Mando Diaos fjärde album, utgivet 24 oktober 2007 i Sverige. Skivan fick väldigt god kritik. Den producerades av Björn Olsson, tidigare medlem av The Soundtrack of Our Lives. Låten Never Seen the Light of Day blev nummer 39 på Trackslistans årslista för 2008.

## Låtlista
Alla låtar är skrivna av Björn Dixgård och Gustaf Norén utom spår 1, 4 och 9, som är skrivna av Dixgård, Norén och Björn Olsson. 
1. "If I Don't Live Today, Then I Might Be Here Tomorrow" - 2:01
2. "Never Seen the Light of Day" - 4:13
3. "Gold" - 3:54
4. "I Don't Care What the People Say" - 1:51
5. "Mexican Hardcore" - 4:37
6. "Macadam Cowboy" - 1:42
7. "Train on Fire" - 2:53
8. "Not a Perfect Day" - 2:54
9. "Misty Mountains" - 2:24
10. "One Blood" - 6:42
11. "Dalarna" - 7:55

## Listplaceringar
| Lista (2007-2008) | Topplacering |
| ----------------- | ------------ |
| Schweiz           | 10           |
| Sverige           | 9            |
| Österrike         | 10           |